# Megaselia sordida
Megaselia sordida är en tvåvingeart som först beskrevs av Zetterstedt 1838.  Megaselia sordida ingår i släktet Megaselia och familjen puckelflugor. Arten är reproducerande i Sverige. Inga underarter finns listade i Catalogue of Life.